# Nordenholzer Moor
Das Nordenholzer Moor ist ein Naturschutzgebiet in der niedersächsischen Gemeinde Hude im Landkreis Oldenburg.
Das Naturschutzgebiet mit dem Kennzeichen NSG WE 232 ist 78 Hektar groß. Das Moor liegt im nördlichen Randbereich der Delmenhorster Geest im Übergangsbereich zur Wesermarsch. Es handelt sich um ein Hochmoor und Geestrandmoor und ist ein Überrest des Bookholzberger Moores.
Das Gebiet steht seit dem 31. Oktober 1998 unter Naturschutz. Ein Teil des Gebietes wird land- bzw. forstwirtschaftlich genutzt. Durch das Moor führt der Wanderweg Geestrandgraben. Zuständige untere Naturschutzbehörde ist der Landkreis Oldenburg.